# Ganoproctus longicornis
Ganoproctus longicornis är en tvåvingeart som beskrevs av Aldrich 1934. Ganoproctus longicornis ingår i släktet Ganoproctus och familjen parasitflugor. Inga underarter finns listade i Catalogue of Life.